# James Colosimo
Giacomo Colosimo (Colosimi, 16 februari 1878 - Chicago, 11 mei 1920) beter bekend onder het pseudoniem James Colosimo of Big Jim Colosimo, was een Italiaans-Amerikaanse gangster. Hij wordt, samen met zijn opvolger Johnny Torrio, gezien als de grondlegger van de Chicago Outfit, een van de machtigste maffiaorganisaties in de Verenigde Staten en hedendaags de enige Amerikaanse maffiaorganisatie die niet onder de commissie valt.

## Dood
In opdracht van het neefje van zijn vrouw, Johnny Torrio, werd Colosimo in de deuropening van zijn eigen restaurant doodgeschoten. Een schutter schoot Colosimo van dichtbij tweemaal door het hoofd. Lange tijd werd er gedacht dat Frank Yale de dader was. Wegens gebrek aan bewijs werd Yale echter vrijgesproken. Uit latere telefoontaps, vrijgegeven door de FBI, blijkt dat vermoedelijk Al Capone (toen nog een soldaat onder Torrio) degene is die de trekker heeft overgehaald.